# 일리노이 준주
일리노이 준주(Illinois Territory)는 1809년 3월 1일부터 미합중국의 21번째 주로서 승격된 1818년 12월 3일까지 약 10년간 미국에 존재했던 자치령, 즉 준주이다.

## 개요
일리노이 준주 지역은 원래는 일리노이 컨트리로 알려진 프랑스의 지배 하에 있었다. 처음에는 누벨프랑스, 나중에 프랑스령 루이지애나에 통합되었다. 프렌치 인디언 전쟁을 끝낸 1763년 파리 조약에서 영국이 이 지역의 지배권을 얻었다. 미국 독립 전쟁 동안 조지 로저스 클라크 장군이 버지니아를 위해 일리노이 전체를 점령하고 영유권을 주장하기 위해 일리노이를 버지니아에 편입했다. 독립 전쟁 후 버지니아는 동해안의 주 영역 확대를 바랄 수 없는 지방의 불만을 없애기 위하여, 오하이오 강에서 북쪽 땅 거의 모든 영유권 주장을 철회했다.
일리노이 준주가 된 지역은 1787년 7월 13일에 설립된 북서부 영토의 일부였다. 1800년 7월 4일, 오하이오주 승격을 위해 인디애나 준주가 분리되어 더욱 인디애나주 승격을 응시한 1809년 2월 3일 제10차 미국 의회에서 일리노이 준주 설립 법안이 통과되었다. 여기에는 인디애나 준주의 서부에 사는 주민이 그 거리 때문에 준주 정치에 참여가 곤란하다는 불만 호소에 힘을 얻었다.
일리노이 준주의 원래 영역은 이후 일리노이, 위스콘신, 미네소타의 동부 및 미시간 어퍼 반도의 서쪽 부분이 포함되어 있었다. 일리노이 준주도 주 승격 준비를 시작했기 때문에 나머지 지역은 미시간 준주에 속하게 되었다.
일리노이 준주 경계의 정의는 다음과 같았다. 인디애나 준주의 일부, 와바슈 강 서쪽 그 와바슈 강에서 빈센즈 기지에 그려진 선을 북쪽으로 뻗어, 미국과 캐나다의 국경선까지 지역.
준주의 주도는 카스카스키아였다. 준 주지사는 전 기간에 걸쳐 니니안 에드워드가 지냈다.

## 같이 보기
- 북서부 영토
- 인디애나 준주
- 일리노이주

### 주 자료
- Act dividing Indiana Territory, 1809
- An Act to enable the people of the Illinois Territory to form a constitution and state government, and for the admission of such state into the Union on an equal footing with the original states (April 18, 1818) 보관됨 2017-06-03 - 웨이백 머신
- Resolution declaring the admission of the state of Illinois into the Union (December 3, 1818)

### 2차 자료
- Solon J. Buck: Illinois in 1818
- Animated Map: Boundaries of the United States and the Several States